# پنتاکس ام‌ایکس

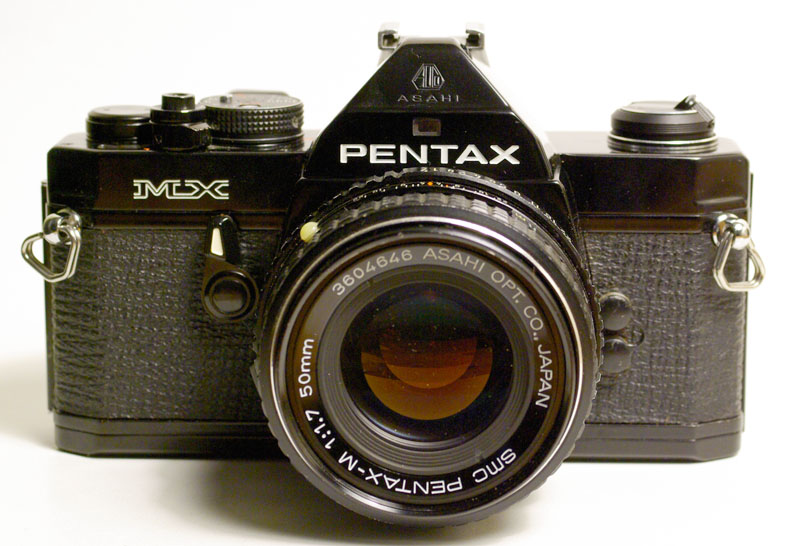
پنتاکس ، ام ایکس

پنتاکس ام‌ایکس (به انگلیسی: Pentax MX) یک دوربین عکاسی ساخت شرکت پنتاکس است.